# Kombucha

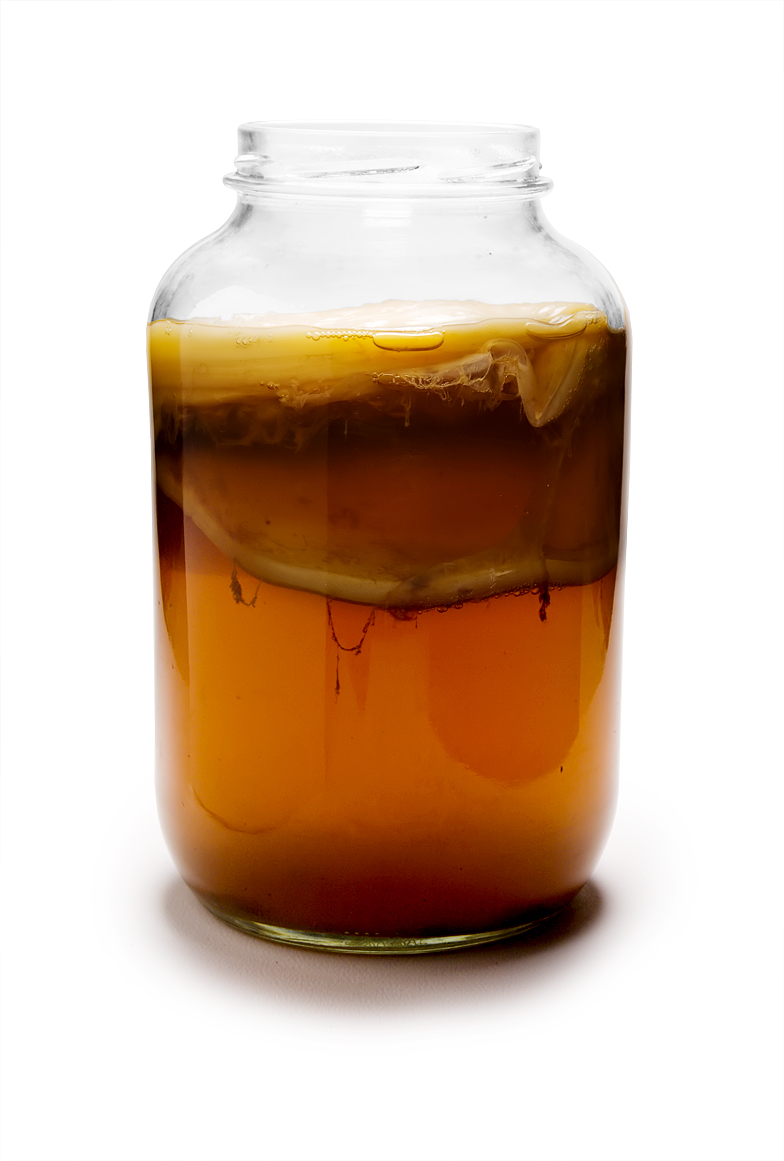
Kombucha

Kombucha (též kombuča) je lehce perlivý fermentovaný nápoj vzniklý z oslazeného černého nebo zeleného čaje, který je užíván jako funkční potravina.
K fermentaci je užívána symbiotická kolonie bakterií a kvasinek, nazývaná též zkratkou SCOBY.

## Kombuchová kultura
Kombuchová kultura je symbióza octových bakterií (hlavně Gluconacetobacter xylinus a bakterií rodu Lactobacillus) a několika druhů kvasinek (nejběžnější jsou kvasinky rodu Zygosaccharomyces, ale často se vyskytují i rody Saccharomyces a další).
Kolonie může být kontaminována jinými druhy kvasinek a bakterií. Její soudržnost je zajišťována celulózou tvořenou octovými bakteriemi.
Kombuchová kultura má vzhled šedo-hnědého, rosolovitého povlaku. Mladá má světlou barvu, postupem času tmavne. Životnost kultury se pohybuje okolo šesti měsíců.

## Vzhled a chuť
Barva nápoje je různá dle čaje, ze kterého byl vyroben, obvykle medová až tmavě červená. Chuť závisí na délce fermentace, je obvykle popisována jako sladkokyselá. Délka a podmínky fermentace ovlivňují obsah kyseliny octové, která je hlavní příčinou senzorické kyselosti.

## Historie kombuchy v Českých zemích
Kombucha se začala široce pěstovat krátce po skončení první světové války. Kdy přesně se k nám dostala, není známo. Podle jedné verze ji přivezli ještě před válkou vyslanečtí úředníci, podle druhé legionáři po skončení války. V tehdejších textech byla nazývána jako kombucha, kombuča nebo německým názvem Wunderpilz. Obliba výrazně poklesla mezi lety 1926 a 1928, kdy se začaly šířit fámy o tom, že houba roste dál i v lidském organizmu. V roce 1928 byly publikovány první články českých odborníků-mykologů. Uváděli, že nápoj obsahuje vitamíny, alkohol, kyselinu uhličitou (oxid uhličitý), octovou a mléčnou. Jindřich Walter provedl mikroskopickou analýzu, kterou zjistil, že „houbu“ tvoří kolonie kvasinek a bakterií žijících v symbióze, přičemž mezi nimi mohou být vtroušené i plísně (Aspergillus, Penicillium), kterými byla kombucha patrně kontaminována ze vzduchu. Názory na možné léčivé účinky nebyly mezi odborníky zcela jednotné – vesměs připouštěli pozitivní vliv přítomných vitamínů a účinky podobné jako u jiných kvašených (kysaných) nápojů, které ale ještě nebyly příliš rozšířené.

## Pozitivní účinky
Konzumace kombuchy s jídlem s vysokým glykemickým indexem významně snižuje jak glykemický index, tak inzulinový index konzumenta. To znamená, že kombucha může pomoci zmírnit akutní nárůst hladiny cukru v krvi po jídle, což má přínos obzvlášť pro osoby s rizikem diabetu.
Mikrobiální ekosystém kombuchy zahrnuje rody jako Acetobacter a Komagataeibacter, které jsou známé produkcí organických kyselin prospěšných pro zdraví střev. Tyto mikroorganismy a jejich metabolity mohou napomáhat podpoře zdravého střevního mikrobiomu a jsou spojovány s potenciální prevencí metabolických onemocnění, jako je diabetes a obezita.
Kombucha obsahuje výrazně vyšší hladinu antioxidantů ve srovnání s nefermentovaným čajem. Obsah antioxidantů může přispívat ke snižování oxidačního stresu a podpoře celkového zdraví, podobně jako jiné potraviny a nápoje bohaté na polyfenoly.

## Negativní účinky
Ačkoliv stále nebyly publikovány žádné kontrolované medicínské studie týkající se efektu kombuchy na lidské zdraví, je tento fermentovaný nápoj v ojedinělých případech podezřelý z poškození centrálního nervového systému, jater, metabolické acidózy a všeobecné toxicity,  ačkoliv není výslovně uvedeno, že tyto efekty byly způsobeny výhradně kombuchou. Akutní stavy organismu, jako je laktátová acidóza, se spíše mohou objevit u osob s vrozenými predispozicemi. Jiná medicínská hlášení sdělují, že by se měla věnovat pozornost kontraindikaci kombuchy s některými léky, například těmi, které jsou využívány při hormonální terapii. Také mohou vzniknout alergické reakce. Některé publikované zdravotní komplikace mohly být způsobeny prostou kyselostí tohoto nápoje, které lze předcházet vhodným stupněm fermentace.

## Výroba nápoje
Do uvařeného černého nebo zeleného čaje přidáme cukr a roztok podrobíme octovému kvašení. Kvašení lze podpořit přidáním zakoupené kombuchové kultury. Část procesu může probíhat anaerobně, proto kombucha může být mírně alkoholická a perlivá.

## Název
Slovník spisovného jazyka českého (1960) uvádí vedle tvaru kombuča i pravopisnou variantu kombucha (genitiv kombuchy), která vychází z anglické a německé podoby. Původní výslovnost je tedy [kombuča], v úzu se nicméně pod vlivem anglicizující pravopisné varianty objevuje i nepůvodní výslovnost [kombucha]. Název pochází z japonského 昆布茶 konbuča (výslovnost v IPA [kõ̞mbɯ̟ᵝt͡ɕa̠]), což je však v japonštině označení pro jiný nápoj (nefermentovaný nálev z řasy Saccharina japonica; 昆布 konbu je označení právě pro tuto řasu, 茶 ča znamená „čaj“). Jazyková poradna Ústavu pro jazyk český hodnotí obě pravopisné a výslovnostní formy jako přijatelné a noremní, přičemž konstatuje, že pravopis kombucha a výslovnost [kombucha] je v současné době podstatně rozšířenější, a to i mezi profesionálními mluvčími, na druhou stranu pouze výslovnost [kombuča] odpovídá původu slova.